# Tjalie Robinson
Tjalie Robinson is het pseudoniem van Jan Johannes Theodorus Boon (Nijmegen, 10 januari 1911 - Den Haag, 22 april 1974), een Nederlands journalist en schrijver – etnisch driekwart Europees en een kwart Javaans (Indonesisch) – van werken die gebaseerd zijn op de cultuur van de Indische Nederlanders (Indo's). Hij heeft ook gepubliceerd onder het pseudoniem Vincent Mahieu.

## Biografie
Hij werd geboren in een jaar dat zijn 'totok' vader Cornelis Boon, een beroepsmilitair bij het KNIL, en zijn moeder Fela Robinson, dochter van een Engelsman en een Javaanse, met verlof in Nederland verbleven.
Boon begon zijn beroepscarrière als onderwijzer op Java. Sinds 1936 was hij sportredacteur bij het Bataviaasch Nieuwsblad. De tijd van de Japanse bezetting van Nederlands-Indië (1942-1945) bracht hij door in diverse krijgsgevangenenkampen, onder meer in Singapore en Johor Bahru in Maleisië. Na de oorlog werkte hij eerst als administrateur bij Bruynzeel op Borneo. Vervolgens werd hij journalist bij het Indonesische ochtendblad De Nieuwsgier.
In 1955 vertrok hij met zijn gezin, onder wie zoon Rogier, naar Nederland, waar hij aanvankelijk in Amsterdam woonde. In 1959 verhuisden zij naar Den Haag. Sinds 1956 voerde hij de redactie van het blad Onze Brug dat vooral bekend werd toen hij het omdoopte tot Tong Tong (later weer omgedoopt tot Moesson), dat op de Indische gemeenschap in Nederland was gericht. Sedertdien wordt over hem gesproken onder zijn schrijversnaam Tjalie Robinson. Tjalie was in Indië de fonetische spelling voor Charlie.
Tjalie Robinson stelde zich tot doel de herinnering aan en de existentie van de Nederlands-Indische cultuur levend te houden in het Haagse leven van zijn tijd, of, zoals hij het zelf uitdrukte: "te ijveren voor levende monumenten van een onsterfelijk verleden". Een van die levende monumenten is de Tong Tong Fair (voorheen de Pasar Malam Besar) op het Haagse Malieveld, een mede op zijn initiatief tot stand gekomen jaarlijks evenement (sinds 1959), een manifestatie van de Indische cultuur en een samenkomst van Indische Nederlanders.
Tijdens de presentatie van de biografie van Robinson door de historicus Wim Willems op 29 oktober 2008 maakte de Haagse wethouder Rabin Baldewsingh bekend dat er nabij de voormalige Houtrusthallen, waar vroeger de Pasar Malams werden gehouden, een plein naar Tjalie Robinson wordt genoemd. Hier bevindt zich nu het Tjalie Robinsonduin. Er is een Tjalie Robinsonstraat in Nijmegen.

## Werken
Onder pseudoniem Vincent Mahieu
- Tjies (1958)
- Tjoek (1961)
- Schuilen voor de regen (1989)
- Schat, schot, schat (1990)
- Verzameld werk (1992)

Onder pseudoniem Tjalie Robinson
- Ik en Bentiet (s.a.)
- Piekerans van een straatslijper (1965)
- Piekerans van een Straatslijper - Nu deel I en II plus 10 (s.a., na 1965)
- Piekerans bij een voorplaat (1974, ed. L. Ducelle)
- Didi in Holland (1992, voorwoord W. Dierick) Gelderse Culturele Raad, Arnhem, ISBN 9070543176
- Schrijven met je vuisten. Brieven van Tjalie Robinson (red. Wim Willems) Prometheus, Amsterdam, 2009. ISBN 9789044611977

## Prijs
- 1959: Prozaprijs van de gemeente Amsterdam voor Tjies[3]

## Over Tjalie Robinson
- Bert Paasman [et al.] (red.): Tjalie Robinson, de stem van Indisch Nederland. Stichting Tong Tong, Den Haag, 1994.
- Wim Willems: Tjalie Robinson. Biografie van een Indo-schrijver. Bert Bakker, Amsterdam, 2008, ISBN 9789035133099
- Willem Willems (red. en inleiding): Tjalie Robinson: Kind van Batavia. Verhalen van een straatslijper. Prometheus, 2011, ISBN 9789044611984
- Willem Willems (red. en inleiding): Tjalie Robinson: Een land met gesloten deuren. Statenhofpers 2011
- Indische Letteren - Themanummer Tjalie Robinson - Maart 2012, 27ste jaargang nummer 1